# David Rudman
David Rudman (Chicago, 1º giugno 1964) è un burattinaio statunitense.

## Biografia
Nato nel 1964, Rudman si è laureato nel 1981 alla Highland Park High School. Scrive programmi e cartoni per MTV, Nickelodeon e Comedy Central. Dal 2001 ha ereditato il ruolo di Frank Oz del personaggio di Cookie Monster per cui ha ricevuto due candidature al Premio Emmy nel 2004 e nel 2009. È anche produttore esecutivo e doppiatore del programma televisivo per bambini Jack's Big Music Show e produttore dello show per bambini live-action di burattini, Bunnytown.